# Barbora Vaculíková

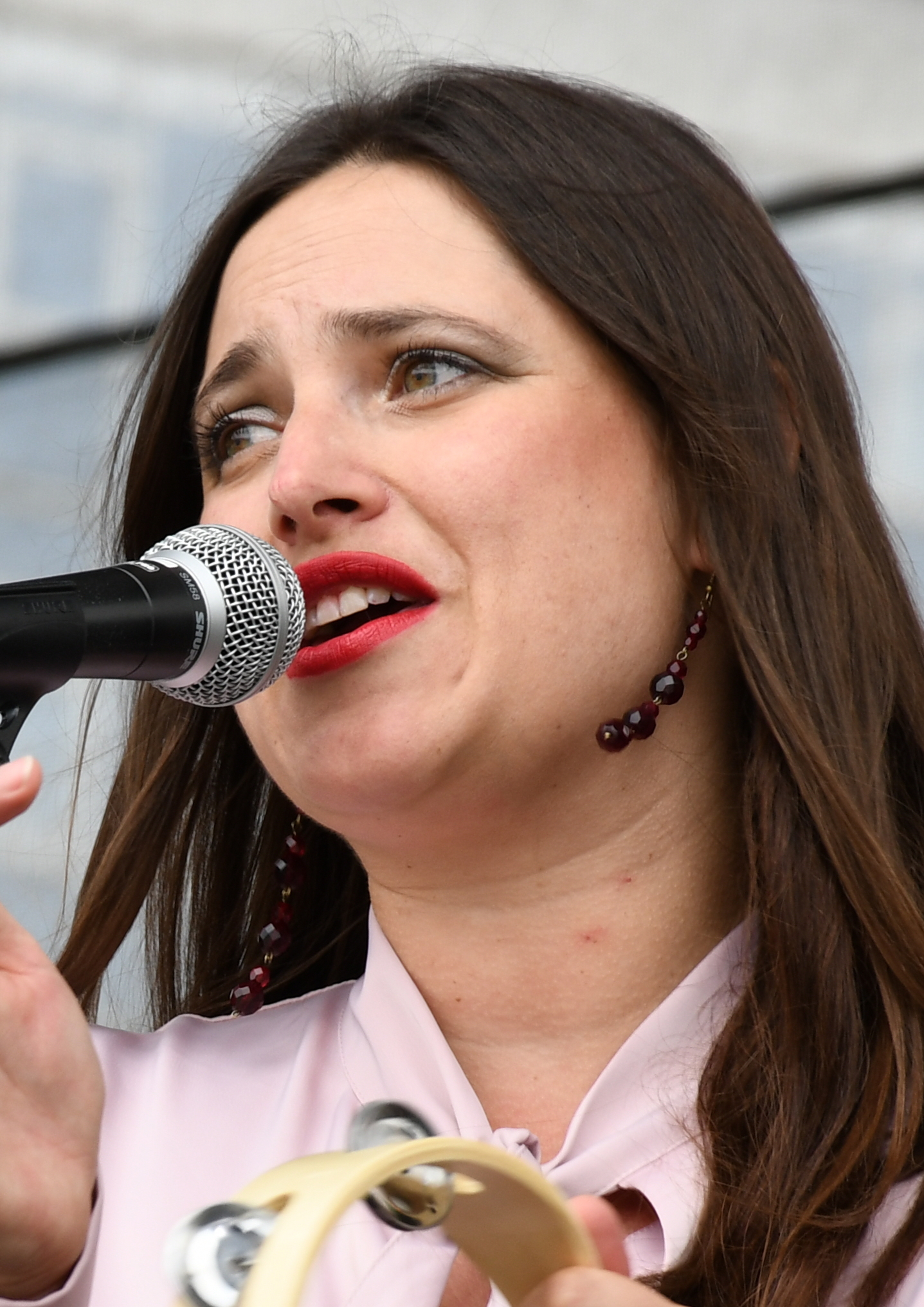
Barbora Vaculíková, 2018

Barbora Vaculíková (* 19. Dezember 1979) ist eine tschechische Sängerin, Texterin, Songwriterin und Mitglied der Gruppe Yellow Sisters, bekannt unter dem Pseudonym Diva Baara.

## Werdegang
Barbora Vaculíkovás Mutter ist die tschechische Sängerin und Schauspielerin Petra Černocká.
Ab 1998 arbeitete sie als Sängerin in der Gruppe Forbidden Fruit, später in der Gruppe Funky Feast und kurzzeitig in mehreren anderen Musikprojekten. Nach dem Abschluss ihres Studiums an der Fakultät für Sozialwissenschaften der Karls-Universität in Prag im Jahr 2003 begann sie, sich ganz dem Gesang zu widmen. Seit 2005 ist sie Sängerin der Gesangsgruppe Yellow Sisters. Unter dem Pseudonym Diva Baara veröffentlichte sie im Herbst 2017 bei Supraphon ein Solo-Pop-Jazz-Album mit Elementen von Electroswing und Burlesque namens Debüt, dessen Veröffentlichung durch die Single Jen pro odno eingeleitet wurde. Im Februar 2018 trat sie im Forum Karlin als Vorgruppe der niederländischen Elektroswing-Sängerin Caro Emerald auf.
Barbora Vaculíková hat mit ihrem Partner, dem Filmproduzenten und Internetunternehmer Pepe Rafaj (1971–2025), eine gemeinsame Tochter, die Kinderschauspielerin, Sängerin und Synchronsprecherin Olivia Coco Rafajová (* 2011).